# Phyllonorycter etnensis
Phyllonorycter etnensis is een vlinder uit de familie mineermotten (Gracillariidae). De wetenschappelijke naam is voor het eerst geldig gepubliceerd in 2006 door A. & Z. Lastuvka.
De soort komt voor in Europa.